# Амфидиплоиды
Амфидиплоид (др.-греч. ἀμφί — с обеих сторон, διπλόος — двойной и εἶδος — вид) — плодовитый гибридный организм (можно отнести к виду с точки зрения генетики), сочетающий полные диплоидные наборы хромосом обоих родительских видов.
В селекции амфидиплоиды используются для обеспечения плодовитости (преодоления стерильности) межвидовых гибридов.
В результате скрещивания тёрна Prunus spinosa с алычой Prunus divaricata исследователи экспериментально получили культурную сливу Prunus domestica, тождественную обычной.
- Рапс — естественный амфидиплоид, в происхождении которого участвовала сурепица (2n = 20, геном АА) и капуста (2n = 18, геном CC).
- Тритикале — амфидиплоид между рожью и пшеницей.

- Пшенично-пырейные гибриды — амфидиплоид между пшеницей и пыреем.

- Рафанобрассика — амфидиплоид между капустой и редькой (в начале 1920-х гг. Г. Д. Карпеченко).

Амфидиплоиды известны также среди животных: между тутовым шелкопрядом Bombyx mori и диким тутовым шелкопрядом Bombyx mandarina (Б. Л. Астауров).
Амфидиплоиды является частным случаем аллополиплоидии (аллотетраплоиды).